# Sherford River
Der Sherford River ist ein kleiner Fluss in Dorset, England. Der Sherford River entsteht am Broomhill westlich von Bloxworth. Der Fluss fließt in östlicher Richtung. Der Sherford River bildet den Morden Park Lake. Seine Trichtermündung in den Arm Lytchett Bay des Poole Harbour wird als Rock Lea River bezeichnet. Der Sherford River ist einer der Flüsse, deren Auswaschung zur Bildung des Poole Harbour beigetragen hat.